# Strawa
Strawa – rzeka, lewostronny dopływ Luciąży o długości 20,21 km.
Płynie na Równinie Piotrkowskiej. Przepływa przez Piotrków Trybunalski. Wpada do Luciąży w miejscowości Przygłów. Jej dopływami są Rakówka (lewy), Strawka oraz Śrutowy Dołek (prawy)
Niegdyś płynęła odkrytym korytem (była dość szeroka); dziś jej koryto widoczne jest tylko fragmentarycznie przy ul. Wojska Polskiego, Zamkowej, Pereca oraz Świerczowskiej
.